# Pterostichus morio
Pterostichus morio es una especie de escarabajo terrestre del género Pterostichus, categorizada en la tribu Pterostichini, de la subfamilia Harpalinae. Fue descrita por Duftschmid en 1812.

## Distribución
Se distribuye por Francia, Suiza, Austria, Eslovaquia, Polonia, Ucrania, Italia y Eslovenia.